# 乔纳森·谢尔

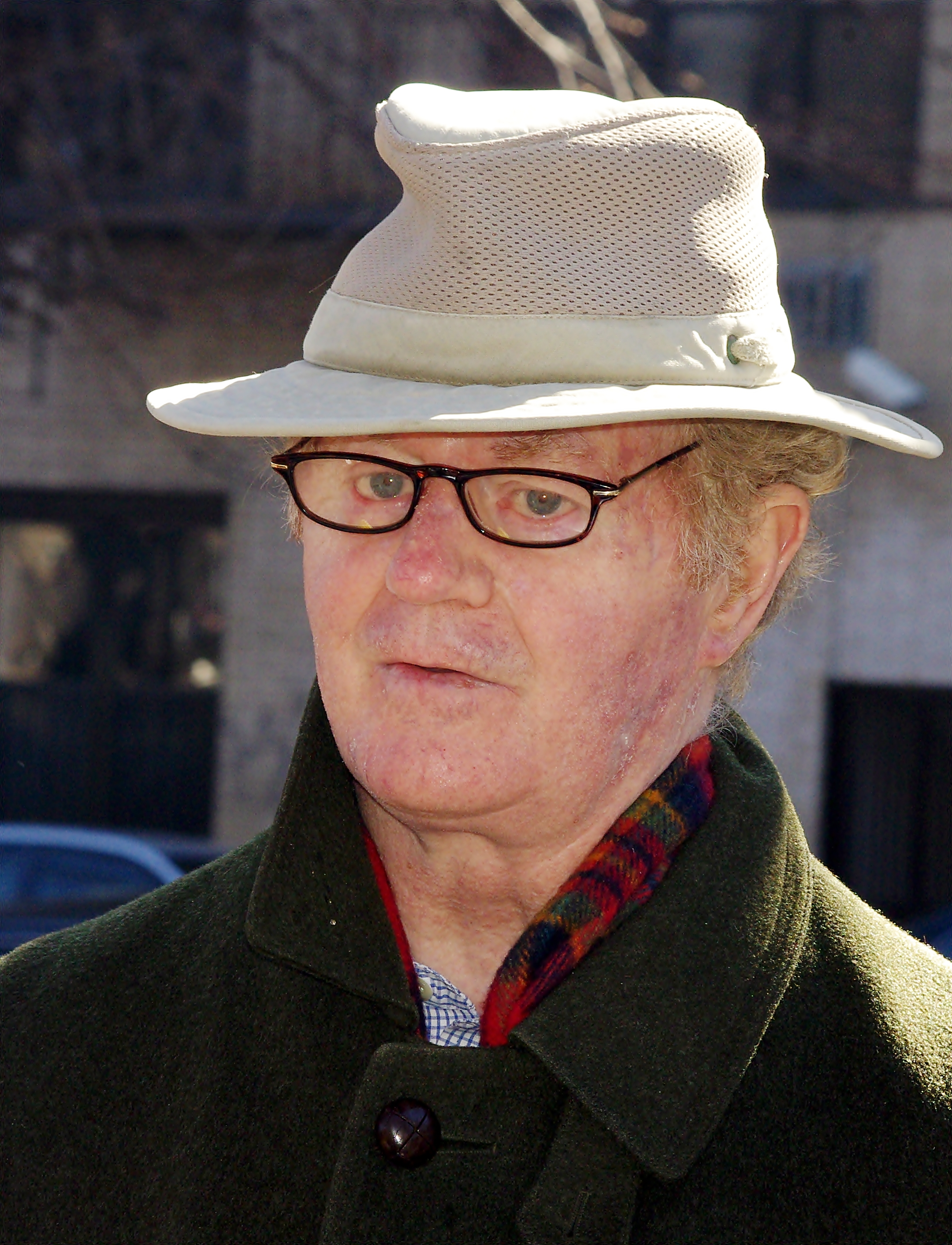
2012年的乔纳森·谢尔

乔纳森·谢尔（英語：Jonathan Edward Schell，1943年8月21日—2014年3月25日），是一名美国作家，他是耶鲁大学访问学者，并因反对核武器活动而著称，他出生于纽约市。
2014年3月25日，他因为癌症死于纽约市的家中，享年70岁。